# کریستا سیگفیردز
کریستا سیگفیردز (به انگلیسی: Krista Siegfrids) (زاده ۴ دسامبر ۱۹۸۵) خواننده فنلاندی است.
او در مسابقه آواز یوروویژن ۲۰۱۳ نماینده فنلاند بود.